# Hvalpsund (by)
 Denne artikel omhandler byen Hvalpsund. Opslagsordet har også en anden betydning, se Hvalpsund.
Hvalpsund er en færgeby i Himmerland med 631 indbyggere  (2024), beliggende 20 km vest for Aalestrup, 12 km sydvest for Farsø og 25 km sydvest for Aars. Byen hører til Vesthimmerlands Kommune og ligger i Region Nordjylland. I 1970-2006 hørte byen til Farsø Kommune.
Hvalpsund hører til Louns Sogn. Louns Kirke ligger i landsbyen Lovns 3 km sydøst for Hvalpsund.

## Geografi
Byen Hvalpsund ligger ved sundet af samme navn. Sundet forbinder Risgårde Bredning mod nord med Lovns Bredning og Skive Fjord mod syd. Sundet er kun 1 km bredt, men har Limfjordens største dybde på 27 meter.
Bilfærgen M/F Mary sejler mellem byen Hvalpsund og færgelejet Sundsøre på Salling. Den kan medbringe 30 personbiler eller 2 lastvognstog og 14 personbiler. Overfartstiden er 10 minutter.
1 km syd for byen ligger Hessel, Danmarks eneste bevarede stråtækte herregård. Den ejes af Vesthimmerlands Kommune og drives som landbrugs- og interiørmuseum. Længere ude på Lovns-halvøen ligger Skovbakkerne med afmærkede naturstier.

## Faciliteter
- Hvalpsund Færgekro har 16 værelser. Byen har desuden mulighed for overnatning på campingpladsen, i lystbådehavnen, på bed & breakfast og i shelters i Skovbakkerne.
- Friplejehjemmet Hesselvang blev åbnet i 2015 og har 24 lejligeder med egen terrasse.
- Lounsgården er et botilbud til 12 udviklingshæmmede unge over 18 år. Der er 12 ansatte.
- Byen har Dagli'Brugs og turistkontor.

## Historie

### Færgekroen
Den første kongelige tilladelse til at drive færgeri på sundet er fra 1532. Pga. den stærke strøm var færgen en slags pram, der blev roet af 4 mand. I 1549 beordrede kongen, at færgen skulle sættes i stand, og et færgehus skulle opføres til de vejfarende. 20. juli 1669 blev Hvalpsund Færgekro kongelig privilegeret, og kromanden skulle stå for både færgeriet og kroen, hvilket han allerede havde gjort i nogle år. Først i 1716 fik kromanden et decideret kronprivilegium, der også gav ham ret til at servere mad, øl og brændevin for de lokale beboere.

### Stationsbyen
Det høje målebordsblad fra 1800-tallet viser ikke anden bebyggelse ved færgelejet end kroen og mangler endda bynavnet Hvalpsund. Den nærmeste bebyggelse på kortet er Hole mod øst og Illerisøre mod nordøst. De er nu blevet bydele i Hvalpsund, som de er vokset sammen med.
I 1901 omtales Hole, Hvalpsund og Illerisøre således: "Hole, ved Landevejen, med Forsamlingshus (opf. 1897), Mølle, Teglværk og Købmandshdl. Hvalpsund Færgested med Overfart til Sundsøre, Anløbssted for Dampskibe og Kro. Fiskerlejet Illerisøre med Kro og Markedsplads (Marked i Maj og Okt.)."
Aars-Nibe-Svenstrup Jernbane, der blev åbnet i 1899, blev i 1910 forlænget fra Aars til Hvalpsund og skiftede navn til Aalborg-Hvalpsund Jernbane. Stationen havde to perronspor med svelleperron ved spor 2 samt læssespor og opstillingsspor. Som banens endestation havde Hvalpsund en tosporet remise med en kort drejeskive og to logihuse til overnattende jernbane- og postpersonale. I 1951 blev der i Illerisøre oprettet et trinbræt, der bestod af en kort jordperron med svelleforkant.
Det lave målebordsblad fra 1900-tallet viser et teglværk nordøst for havnen, men ellers var udviklingen sket i Hole, som havde hotel, telefoncentral, bageri, elværk og mejeri.
Hvalpsundbanen blev nedlagt i 1969. Stationsbygningen er bevaret på Havnepladsen 64. På havnen ses også remisen, der nu er busgarage, og logihuset, der i 2012 blev indviet som et lille museum for jernbanen, færgefarten og fiskerihavnen. Desuden har Hvalpsund Borgerforening lånt en gammel godsvogn af Mariager-Handest Veteranjernbane. Fra campingpladsen er 1,3 km af banetracéet bevaret som asfalteret sti til Illerisøre.

### Havnen
I 1925 var der anlagt 160 m stikspor til fiskerihavnen, mens den blev udbygget med moler. I 1927 indsatte jernbaneselskabet Danmarks mindste jernbanefærge "Hvalpsund", der kunne overføre 4 godsvogne eller 22 personbiler mellem Hvalpsund og Sundsøre, hvor der blev lagt skinner hen til en lille station med pakhus og ventesal. I Hvalpsund blev der anlagt forbindelsesspor til færgehavnen med omløb.
Overførslen af jernbanevogne stagnerede i 1960'erne og stoppede helt ved banens lukning. Men overførslen af biler blev videreført af Sundsøre og Farsø Kommune, efter strukturreformen i 2007 Skive Kommune og Vesthimmerlands Kommune med sidstnævnte som administrator af færgeselskabet. Den gamle færge fra 1927 sejlede helt til 1980, hvor den blev afløst af en færge fra den nedlagte Sallingsund Færgefart. 22. marts 2006 blev den nuværende færge Mary indsat.